# Symploce triangulifera
Symploce triangulifera är en kackerlacksart som beskrevs av Karlis Princis 1963. Symploce triangulifera ingår i släktet Symploce och familjen småkackerlackor. Inga underarter finns listade i Catalogue of Life.